# Sisymbrium integerrimum
Sisymbrium integerrimum är en korsblommig växtart som beskrevs av Karl Heinz Rechinger och Paul Aellen. Sisymbrium integerrimum ingår i släktet gatsenaper, och familjen korsblommiga växter. Inga underarter finns listade i Catalogue of Life.